# João Chauderon
João Chauderon (em francês: Jean Chauderon; m. 1294) foi um barão de Estamira e grande condestável do Principado da Acaia, o mais forte dos principados da Grécia franca. Ele sucedeu seu pai, Godofredo Chauderon, em 1278. Ele casou-se com Guilherma, filha de Ricardo Orsini.
Em 1292 ou 1293, partiu numa missão diplomática à corte bizantina em Constantinopla junto com Godofredo de Aulnay, onde assegurou a recuperação da fortaleza de Calamata, que logo depois sendo tomada pelos eslavos locais e entregue para o governador bizantino de Mistras. Após sua morte em 1294, foi sucedido como grande condestável por seu cunhado Engelberto de Liederkerque.